# Аракі Еріка
Аракі Еріка  (яп. 荒木 絵里香; 3 серпня 1984) — японська волейболістка, олімпійська медалістка.

## Виступи на Олімпіадах
| Олімпіада   | Дисципліна | Місце |
| ----------- | ---------- | ----- |
| Пекін 2008  | волейбол   | =5    |
| Лондон 2012 | волейбол   | 3     |
| Ріо 2016    | волейбол   | =5    |
| Токіо 2021  | волейбол   |       |